# Waiting for Duffman
«Waiting for Duffman» (укр. «Чекаючи на Кнурмена») — сімнадцята серія двадцять шостого сезону мультсеріалу «Сімпсони», прем'єра якої відбулась 15 березня 2015 року у США на телеканалі «Fox».
Серія присвячена пам'яті Сема Саймона, одного з творців «Сімпсонів», який помер за тиждень до того у віці 59 років.

## Сюжет
Коли Кнурмен (чоловік, на ім'я Баррі Ґаффман) переносить операцію із заміни тазостегновому суглобі після травми під час міського параду, він йде на пенсію. Власник корпорації «Кнур» Говард Кнур VII влаштовує реаліті-шоу для того, щоб знайти йому заміну.
Конкуренція є жорсткою: до фіналу доходять лише Гомер Сімпсон та ще один конкурент. Зрештою, Гомер виграє конкурс після того, як інший учасник був дискваліфікований через татуювання пива-конкурента на спині.
Мардж хвилюється, що Гомер влаштувався Кнурменом лише, щоб постійно пити безкоштовне пиво. Хоча Гомер переконує, що хоче залишити слід у своєму житті. Однак, Говард Кнур Гомеру вставляє чіп, який визначатиме кількість алкоголю у крові, бо він повинен залишатися тверезим на роботі Кнурмена.
Будучи тверезим, Гомер бачить, які нещастя пиво завдає людям і Спрінґфілдському навколишньому середовищу. На автомобільних перегонах він видає всім безалкогольне пиво як плацебо, намагаючись переконати авдиторію, що алкоголь не потрібен для хорошого проведення часу. Однак, утворюється розлючений натовп. Для вгамування людей Говард Кнур вирішує дати Гомерові напитись кажучи, що не було ніякого чіпа, а лише сила навіювання Гомера. В результаті, Гомер знову напивається… Повернувшись до таверни Мо його впізнає один з п'яничок як «того, хто був Кнурменом», що втішає Гомера.
У фінальній сцені Говард Кнур вистежує Баррі Ґаффмана (який зараз працює в кав'ярні) і переконує його повернутись на стару роботу.
У сцені під час титрів показано частину інтерв'ю Сема Саймона щодо роботи над шоу разом із відповідною присвятою його пам'яті.

## Цікаві факти і культурні відсилання
- В українському дубляжі персонаж Кет Ділі перекладений як «Доля Полякова» — відсилання до співачки Олі Полякової.

## Ставлення критиків і глядачів
Під час прем'єри серію переглянули 3,59 млн осіб з рейтингом 1.5, що зробило її найпопулярнішим шоу на каналі «Fox» тієї ночі.
Денніс Перкінс з «The A.V. Club» дав серії оцінку C, сказавши, що «є кілька кумедних реплік, розкиданих по серії, які подають саме ту кількість сміху, яка необхідна, щоб позначити цей епізод „Сімпсонів“ як корисний, і не робити нічого, щоб піднятися вище цього стандарту».
Згідно з голосуванням на сайті The NoHomers Club більшість фанатів оцінили серію на 3/5 із середньою оцінкою 3,24/5.